# Palmebladet bambus
Palmebladet bambus (Sasa palmata) er en stedsegrøn busk med en løs, opstigende vækst. Planten anvendes i haver.

## Beskrivelse
Stænglerne er forveddede, runde i tværsnit og ca. 1 cm i diameter. Afstanden mellem leddene ("knæene") er ca. 15 cm. Sidegrene dannes fra hvert knæ, og der er normalt kun én hvert sted. De lysegrønne knopper sidder enkeltvis, og de er lige så tykke som stænglerne. Bladskederne er blivende og blågrønne, men bliver lysebrune efter få år. 
Bladene er fæstet til bladskederne med en lille, stilkagtig forlængelse. Bladet er ca. 20 cm langt og omkring 5 cm bredt med fint savtakket rand og omkring 25 parallelle bladribber. Blomstringen består af små bundter af de typiske græsblomster, som mangler bæger- og kronblade. Frøene er små nødder, men de dannes ikke i Danmark.
Rodnettet består af lange, kraftige og skælklædte jordstængler med grove trævlerødder. 
Højde x bredde og årlig tilvækst: 2,50 x 2,50 m (250 x 25 cm/år). Heri ikke medregnet planter, der dannes fra rodskud (op til 8 m fra den oprindelige plante!).

## Hjemsted
Planten hører hjemme i det nordlige Japan og på Sakhalin, hvor den oftest er helt snedækket hver vinter. Her danner den et tæt dække i moser, blandede løvskove og nåleskove. 
I 2.200 m højde på bjerget Norikura (en vulkan beliggende i Chūbu-Sangaku nationalparken, dvs. på grænsen mellem Gifu og Nagano præfekturerne) findes skove, som er domineret af forskellige ædelgran-arter. Området ejes af Tokyo universitet, og her vokser planten sammen med bl.a. Abies mariesii (en art af ædelgran), gederams, almindelig gyldenris, almindelig hjertetræ, almindelig perlekurv, japanpileurt, japansk hestehov, japansk røn, kamtjatkabirk, koreansk løn, parkbrandbæger, prikket klokke, sakhalinpil, tandet nøkketunge, udo, vidunderædelgran og østsibirisk el

## Anvendelse
Palmebladet bambus er meget smuk i et japansk præget anlæg, men den må bruges med stor omtanke, da den breder sig voldsomt og meget let kan udvikle sig til et landskabsukrudt.

## Note
1. ↑  uni-bayreuth.de: Japan Exkursion 2004 (Webside ikke længere tilgængelig) – (tysk)-sproget oversigt over de planter, man fandt på en ekskursion til det nordlige Japan i 2004

| Portal | Portal:Botanik |